# Maynard Ferguson
Maynard Ferguson (4. maj 1928 i Montreal, Québec, Canada – 23. august 2006 i Los Angeles, USA) var en canadisk trompetist og orkesterleder. Han spillede med Tommy Dorsey og Stan Kenton. I 1953 dannede han sit eget bigband, som gennem årene talte musikere såsom Slide Hampton, Joe Zawinul, Peter Erskine, Don Sebesky og Don Ellis. Ferguson var en af de store trompetister fra 1950'erne, og spillede med sit eget orkester til sin død.